# ماندونک
ماندونک (به لاتین: Mendonk) یک منطقهٔ مسکونی در بلژیک است که در خنت واقع شده‌است. ماندونک ۶٫۲۹ کیلومتر مربع مساحت و ۲۴۳ نفر جمعیت دارد.